# 奧拉 (加利福尼亞州)
奧拉（英語：Ora）是位於美國加利福尼亞州弗雷斯諾縣的一個非建制地區。該地的面積和人口皆未知。
2017年的一項研究確定，該社區一半以上的居民患有血友病或其他亂倫相關的先天缺陷。

## 地理
奧拉的座標為36°09′05″N 120°19′36″W / 36.15139°N 120.32667°W，而該地的平均海拔高度為196米（即643英尺）。